# Exoteologia
Exoteologia é um termo cunhado na década de 1960 ou no início da década de 1970  para denotar reflexões teológicas da possibilidade de vida extraterrestre. Concentra-se inicialmente nas hipóteses sobre a possível teologia adotada por civilizações extraterrestres e, em seguida, estuda a influência na teologia sobre as pesquisas sobre a vida extraterrestre
C. S. Lewis (1898-1963) foi um dos primeiros escritores cristãos, em um artigo de 1950 no Christian Herald, a idealizar a possibilidade de que Cristo se encarnou em outros mundos, ou que Deus planejou outros planos de salvação para as outras inteligências do universo.